# Плайд Кемри
Плайд Ке́мри (Партія Уельсу; валл. Plaid Cymru [plaɪd ˈkəmrɨ]; часто називають просто Плайд) — соціал-демократична політична партія в Уельсі. Виступає за незалежність країни від Великої Британії в межах Європейського Союзу.
Партія заснована у 1925 році і вперше отримала місце у Парламенті Сполученого Королівства у 1966. 2017 року у Плайд Кемри є 1 з 4 валлійських місць в Європейському парламенті, 3 з 40 валлійських місць в парламенті Великої Британії, 11 з 60 місць в Національній асамблеї Уельсу, і 202 з 1264 головних радників місцевих органів влади. Плайд є членом Європейського вільного альянсу.

## Засади
Цілями Плайд Кемри, які зазначені у її конституціях, є:
1. Сприяння конституційному просуванню Уельсу з метою досягнення незалежності в рамках Європейського Союзу;
2. Забезпечення економічного процвітання, соціальної справедливості та охорона навколишнього середовища на основі децентралізованого соціалізму;
3. Створення національної спільноти, основою якої є рівноправне громадянство, повага до різних традицій і культур та рівність всіх людей, незалежно від їх раси, національності, статі, кольору шкіри, віросповідання, сексуальної орієнтації, віку, здібностей або соціального походження;
4. Створення двомовного суспільства, сприяючи відродженню валлійської мови;
5. Сприяння внеску Уельсу в світове співтовариство і отримання членства в Організації Об'єднаних Націй.

У вересні 2008 року старший член збірки Плайд Кемри чітко висловила постійну підтримку своєї партії щодо незалежного Уельсу. Міністр сільського господарства Уельсу, Елін Джонс, розпочала щорічну конференцію Плайду, пообіцявши підтримувати ціль зробити Уельс членом Європейського Союзу. Вона розповіла делегатам в Абериствіт, що партія й далі буде підтримувати ідею незалежності в рамках коаліції з Лейбористською партією Уельсу.

## Історія

### Початок
На початку 20-го століття лейбористська і ліберальна партії висунули вимоги щодо того, аби Уельсом, як залежною територією, могли керувати безпосередньо валлійці. На той час не існувало жодної політичної партії метою якої було б створення власного уряду Уельсу. Plaid Genedlaethol Cymru (англ. Національна партія Уельсу) була створена 5 серпня 1925 року такими діячами як Мойсей Грифит, Х. Р. Джонс і Льюїс Валентин, які були членами Byddin Ymreolwyr Cymru (дослівно Армія самостійних правителів Уельсу); та Фредом Джонс, Сондерсом Льюїс і Девідом Едмунд Вільямс з Y Mudiad Cymreig (дослівно Валлійський рух). Спочатку, самоврядування Уельсу не було явною метою нового руху; першочерговим завданням було залишити Уельс валлійськомовним, з метою зробити валлійську єдиною офіційною мовою.
На загальних виборах 1929 року партія висунула свій перший парламентський виборчий округ, Карнарвоншир, набравши 609 голосів, або 1,6 % на це місце. Партія висувалась на декількох виборах в перші роки, частково через свою амбівалентність по відношенню до політики Вестмінстера. Справді, кандидат Льюїс Валентин, перший президент партії, запропонував свою кандидатуру в Карнарвонширі для того, щоб продемонструвати відмову валлійців від англійського панування.

### 1930-ті рр.
До 1932 року до основної мети партії — збереження валлійської мови та культури — було додано самоврядування та представництво Уельсу у Лізі Націй. Проте, цей крок і перші спроби партії розвинути економічну критику не дали змоги поширити своє звернення далі інтелектуальних та соціально-консервативних груп тиску валлійської мови. Так звана прихильність провідних членів партії (у тому числі президента Сондерса Льюїс) щодо тоталітарних режимів Європи скомпроментувала надалі його звернення.
У 1936 році Льюїс, Девід Джон Вільямс і Льюїс Валентин напали і підпалили нещодавно побудовану авіабазу Penyberth, що належала Фракції Червоної Армії, на півострові Лин, що у Гвінеді. Це було зроблено з метою протесту щодо його розміщення у серці валлійської мови. Лікування лідерів, звільнення судді та їх подальше ув'язнення у Wormwood Scrubs, призвело до сумнівної слави «трійці». Однак, це різко підвищило профіль партії та її членство зросло вдвічі, нараховуючи 2000 осіб у 1939.

### 1940-ві рр.
Випадок на авіабазі й нейтральна позиція Партії Уельсу під час Другої світової війни спричинили побоювання всередині уряду Великої Британії, що Німеччина може використовувати Партію задля того, щоб відсилати шпигунів або виконувати інші таємні операції. Справді, партія прийняла нейтральну позицію і закликала (щоправда, з невеликим успіхом) до свідомої відмови від військової служби.
У 1943 Сондерс Льюїс замахнувся на депутатське місце Університету Уельсу на додаткових виборах, набравши 1330 голосів, або 22 %. На загальних виборах 1945 року, з партійністю в близько 2500 людей, Плайд Кемри отримала сім місць, стільки, скільки й у попередні 20 років. Цього разу вперше було представлено виборчі округи Південного Уельсу. В цей час Гвіньфор Еванс був обраний президентом.

### 1950-ті рр.
Президентство Гвіньфора Еванса збіглося з часом, коли Плайд Кемри (як вони тепер стали себе називати) переросла у впізнаванішу політичну партію. Її частка голосів збільшилася з 0,7 % на загальних виборах 1951 року до 3,1 % у 1955 і 5,2 % у 1959 році. На виборах 1959 року партія вперше отримала більшість валлійських місць. Свою роль в зростанні Партії зіграла пропозиція у 1957 році затопити село Capel Celyn в долині Tryweryn, що у Гвінеді, для постачання водою міста Ліверпуль. Той факт, що парламентський законопроєкт, який дозволяв затоплення, не підтримав жоден Уельський депутат показав, що голосів депутатів у Вестмінстері було недостатньо, щоб заборонити такі законопроєкти.

### 1960-ті рр.
Підтримка партії дещо знизилася на початку 1960-х років, зокрема, після довгого занепаду, почала зростати підтримка Ліберальної партії. 1962 року Сондерс Льюїс виступив по радіо з промовою під назвою Tynged yr Iaith (Доля мови), в якій він передбачив зникнення валлійської мови, якщо не буде прийнято ніяких запобіжних заходів. Це призвело до створення Cymdeithas yr Iaith Gymraeg (Валлійська мовна спілка) того ж року.
Повернення лейбористів до влади у 1964 році і створення посади державного секретаря являли собою продовження покрокової еволюції державного устрою Уельсу, яка почалася після призначення Консервативним урядом Міністра справ Уельсу в середині 1950-го року і запровадження Кардіффа як столиці у 1955 році.
У 1966 році Гвіньфор Еванс посів третє місце на виборах у виборчому окрузі Кармартен. Однак, менш ніж через чотири місяці, він блискуче забрав місце Лейбористів на додаткових виборах. Після цього відбулися ще дві сесії довиборів у Rhondda West 1967 року та Caerphilly 1968, під час яких партія здобула 30 % та 40 % відповідно, і залишилась за крок до перемоги. Такі результати частково були спричинені анти-лейбористською реакцією. Вугільні громади очікували, що уряд Вілсона зупинить довгостроковий спад у вугільній промисловості. Однак, їх сподівання були розбиті, коли ревізія виявила низькі показники видобутку вугілля. Плайд Кемри також мала успіх — зокрема у Кармартені — у висвітленні політики лейбористів як загрози життєздатності для малих валлійських спільнот.

### 1970-ті рр.
На загальних виборах 1970 року Плайд Кемри вперше отримала всі місця в Уельсі, а її частка голосів збільшилася з 4,5 % в 1966 році до 11,5 %. Гвіньфор Еванс програв Кармартен лейбористам, але відновив своє місце у жовтні 1974 року. На той час партія отримала ще двох депутатів, що представляли виборчі округи Карнарвон і Меріонетшир.
Поява Партії Уельсу (поряд з Шотландською національною партією) спонукала уряд Вільсона створити Королівську комісію з Конституції. Наступні пропозиції щодо Асамблеї Уельсу, однак, були вщент розбиті під час референдуму в 1979 році. Попри амбівалентність Партії Уельсу щодо самоврядування (на відміну від повної незалежності), результат референдуму змусив замислитись багатьох членів партії стосовно їх напрямку.
У 1979 на загальних виборах частка голосів партії скоротилася з 10,8 % до 8,1 %, а Кармартен знову вернувся до лейбористів.

### 1980-ті рр.
Депутат з Кармартену, Давид Віглі, переміг Гвіньфора Еванс на президентських виборах 1981 року, таким чином успадкувавши партію, чий моральний дух на той час цілковито занепав. У тому ж році конституційною метою партії став «комуністичний соціалізм». У той час як партія розпочала широкомасштабний огляд пріоритетів та цілей, Гвіньфор Еванс вів успішну кампанію (в тому числі і запобігав загрозі голодування) з метою зобов'язати уряд консерваторів виконати свою обіцянку встановити S4C, а саме телевізійну станцію, на якій трансляція відбувалася б валлійською мовою. 1984 року Давид Еліс Томас був обраний президентом, перемігши Давида Іван. Ця зміна передбачувала зрушення партії вліво. Ієюань Він Джонс (пізніше лідер Партії Уельсу) відібрав Ynys Môn від консерваторів у 1987 році. 1989 року Давид Віглі знову зайняв пост президента партії.

### 1990-ті рр.
У 1992 на загальних виборах партія додала четвертого депутата, Сіног Дафіс, коли він забрав Кередігіон і Пемброк Північний від ліберал-демократів. Дафіс був схвалений місцевим відділом Партії зелених. Частка голосів партії піднялася до 9,9 % у 1997 році на загальних виборах.
У 1997 році, після виборів, де лейбористський уряд прагне до передачі повноважень до Уельсу, ледве був виграний референдум, після якого було створено Національну асамблею Уельсу.

### Партія Уельсу в епоху Асамблеї

#### Перша Національна Асамблея, 1999—2003
На виборах 1999 року Плайд Кемри отримала місця в традиційних областях лейбористів, таких як Рондда, Іслвин і Лланеллі, здобувши на той час найбільшу частку голосів, ніж будь-коли раніше. У той час як Плайд вважала, що, очевидно, отримує власні вигоди передачі повноважень, інші пов'язували її успіх значною мірою з невдачами лейбористської партії. Так, її кандидат на пост Першого секретаря Асамблеї, Рон Девіс, був змушений піти у відставку через так званий сексуальний скандал. Результуюча сутичка за владу, у якій переміг Алан Майкл, добряче нашкодила лейбористам, і таким чином сприяла Партії Уельсу, чий лідер, Давид Віглі, був популярнішим та користувався більшою повагою. Національне керівництво Лейбористської партії у Британії почало втручатися в змагання і заперечувати відому перемогу Родрі Моргана. Менш ніж через два місяці, на виборах до Європейського парламенту, лейбористи отримали ще менше підтримки, а Плайд потрапила в 2,5 % від досягнення найбільшої частки голосів в Уельсі.
Пізніше у Партії Уельсу з'явилися власні проблеми. Давид Віглі подав у відставку, посилаючись на проблеми зі здоров'ям, але ходили чутки, що проти нього готували змогу. Його наступник, Ієюань Він Джонс, щосили намагався нав'язати свою владу та таким чином спростувати спірні коментарі, зроблені радником Саймоном Глін. У той же час, Родрі Морган замінив на посаді лідера лейбористів і першого міністра Алана Майкла.
У 2001 на загальних виборах, попри те, що у Партії було зафіксовано найвищу коли-небудь частку голосів на загальних виборах, 14,3 %, вона програла колишнє місце Віна Джонса у окрузі Ynys Môn Альберту Оуену, хоча вона отримала Carmarthen East та Dinefwr, де було обрано Адама Прайса.

#### Друга Національна Асамблея, 2003—2007
На виборах у травні 2003 представництво партії зменшилось від 17 до 12 осіб. Місця, отримані у 1999, відійшли до лейбористів і частка партійних голосів також зменшилась до 21 %. Плайд була другою найбільшою партією в Національній Асамблеї, залишивши позаду Консервативну, Ліберал-демократичну та «Вперед, Уельс».
15 вересня 2003 року Давид Іван, народний співак та радник округу, став президентом Партії Уельсу. Після програшу на цих виборах Ієюань Він Джонс, який пішов у відставку і з посади президента, і як лідер групи Асамблеї, був знову обраний на посаду лідера групи. Елфін Лвід залишився лідером Плайди у парламенті Вестмінстера. Під час президентства Івана партія офіційно прийняла політику незалежності Уельсу в межах Європи.
У 2004 році після місцевих виборів Партія втратила контроль над двома округами на півдні Уельсу,  Rhondda Cynon Taff та Caerphilly, які вона отримала у 1999, однак зберегла при цьому фортецю Гвінет, що на північному заході. Результати дозволили партії претендувати на більше число членів ради етнічних меншин, ніж всі інші політичні партії в Уельсі разом узяті, а також збільшити число радників у таких областях як Кардіфф і Суонсі, де представництво Плайду було мінімальним. На виборах до Європейського парламенту в тому ж році частка голосів партії знизилася до 17,4 %, а кількість валлійських євродепутатів звелася до одного.
У ході загальних виборів від 5 травня 2005 року, Плайд програла місце у Кередігіон ліберал-демократам; цей результат став розчаруванням для партії, яка сподівалася отримати Ynys Môn. Отже, зрештою, представництво Плайд Кемри в Парламенті знизилось до трьох місць; це була найнижча кількість для партії з 1992 року. Частка голосів партії знизилася до 12.6 %.
У 2006 році партія проголосувала за конституційні зміни офіційно призначати лідера партії в Асамблеї як свого лідера в загальному. В той час Ієюань Він Джонс знову отримав повне керівництво і Давид Іван очолив добровільний підрозділ [необхідне уточнення] партії. У 2006 партія також представила радикальну зміну образу, воліючи використовувати «Plaid» як назву партії, хоча «Plaid Cymru — Партія Уельсу» залишилася офіційною назвою. Партія також змінила свій логотип у 2006 році, залишивши традиційний зелено-червоний трибан (три піки), який використовувався з 1933 року, та перейшовши до жовтого валлійського маку (Meconopsis cambrica).